# 異星言語学
異星言語学（いせいげんごがく）とは、宇宙人（地球外生命）の言語に関する研究の分野である。21世紀初頭において地球の人類が宇宙人に遭遇した例がないため、仮想上の主題である。その呼び方も一定ではなく、英語においては"exolinguistics"（ex-は「外」、linguisticsは言語学の意）、"xenolinguistics"（xeno-は「異客」の意）あるいは"astrolinguistics"（astro-は「宇宙」の意で、日本語に訳すと「宇宙言語学」）などと様々な名称で呼ばれている。

## 概要
宇宙生物学者のダグラス・ヴァコッチと言語学者のジェフリー・P・プンスキーが編集した書籍"Xenolinguistics: Towards a Science of Extraterrestrial Language"（異星言語学: 地球外言語の科学に向けて）の中で、著名な言語学者（ノーム・チョムスキーなど）や動物のコミュニケーションの専門家のグループが、このような仮想の言語について検証している。宇宙人の言語がどのような形を取り得るのか、また、地球の人類がそれを認識し翻訳することできるかどうかについては、言語学の分野として研究がなされており、例えばボーリング・グリーン州立大学では2001年に言語学の授業の一環で取り上げられている。
ノーム・チョムスキーは1983年に、地球人類の言語には遺伝的に決定された普遍文法が存在するという仮説をもとに、宇宙人の言語は地球人類の普遍文法に反する可能性が高いことから、それを地球人類が自然に習得することは不可能であると主張した。チョムスキーによれば、地球人類は、例えば科学者が物理学の研究を行うのと同じように、「発見」という形で宇宙人の言語を学ばなければならないだろう。
言語学者のケレン・ライスは、我々が言語に共通だと考えていること（時間や空間における位置付け、参加者について話すことなど）が根本的に違っているために地球人類の言語が出発点を提供しないという状況ではない限り、地球人類と宇宙人との間の基本的なコミュニケーションは可能であると主張している。
マギル大学の言語学の教授であるジェシカ・クーンは、宇宙人とのコミュニケーションを主題とした2016年の映画『メッセージ』の制作に当たり、言語的な側面での助言を求められた。クーンは、作中に登場する宇宙人の図形言語は言語的な意味を持たないアートであることを認めつつ、この映画は、地球人の言語学者が宇宙人の言語を理解しようとする際に取るアプローチをかなり正確に描写していると述べた。
ローレンス・ドイルらは、地球外知的生命体探査(SETI)において、宇宙人の言語の検出にジップの法則を適用することを提案している。
ソロモン・ゴロムは、星間通信が行えるような無線送信機やその他の機器、あるいは最も初歩的な道具を超えたその他の技術を構築する能力を得るためには、何世代にも渡って知識を蓄積する必要があると主張した。ゴロムはさらに、他者から知識を学んだ者が、その知識を最初に作った者が死んだ後もそれを伝え続けることが要求されるため、文明を築くことができる存在は、情報は誰がそれを発してもその意味を保ち、ある世代が情報を遮断したり、誰がそれを発したかによって同じ言葉でも受け入れたり受け入れなかったりはしないということを、生得的に理解していなければならないと推論した。ゴロムは、この能力は情報を文化として蓄積するために必要なものであるから、それは文化の影響ではなく生得的なものでなければならないと主張した。ゴロムは、この能力があるおかげで、地球人類が地球外の言語を学ぶのに役立つ共通の言語基盤を作ることができると主張した。
ケンブリッジ大学の言語学の教授で、地球外生命にメッセージを送るプロジェクトであるMETIインターナショナルの諮問委員の一人であるイアン・ロバーツは、「我々は、表現したいことを何でも表現できるオープンエンドのシステムという意味での言語を持つ唯一の種である」と述べている。

## 実際に送られたメッセージ
地球外生命向けのメッセージが送られた例として、ボイジャーのゴールデンレコードやパイオニア探査機の金属板では、水素原子や二進法など宇宙で普遍的な要素を図で表記することで特定の言語に依存しない手法が用いられている。